# Jednostka 8200
Jednostka 8200 (hebr. 8200 יחידה, trb. Yehida shmone-Matayim, pol. jednostka osiem–dwieście) – izraelska jednostka Amanu odpowiedzialna m.in. za rozpoznanie łączności i tworzenie ofensywnego oprogramowania.

## Charakterystyka

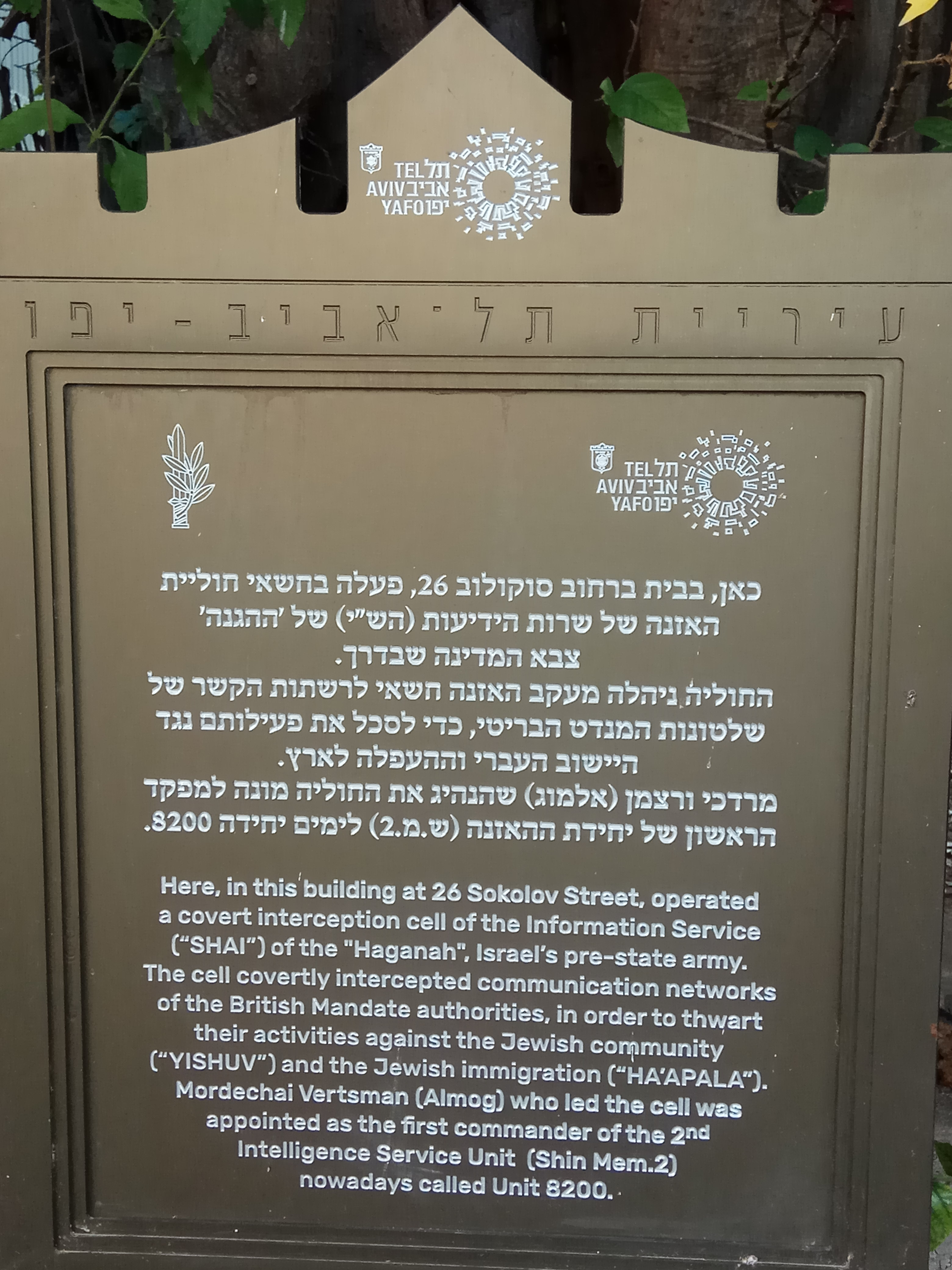
Tablica pamiątkowa przy ulicy Sokołow 26 w dzielnicy Tel Awiwu – Jafie, upamiętniająca Shin Mem 2 (oddział wywiadowczy Hagany), z którego wywodzi się Jednostka 8200. Pierwotnie było tu mieszkanie Mordechaja Almoga, z którego dokonywano pierwszych podsłuchów rozmów brytyjskiej policji po złamaniu jej szyfrów w wyniku werbunku jednego z funkcjonariuszy

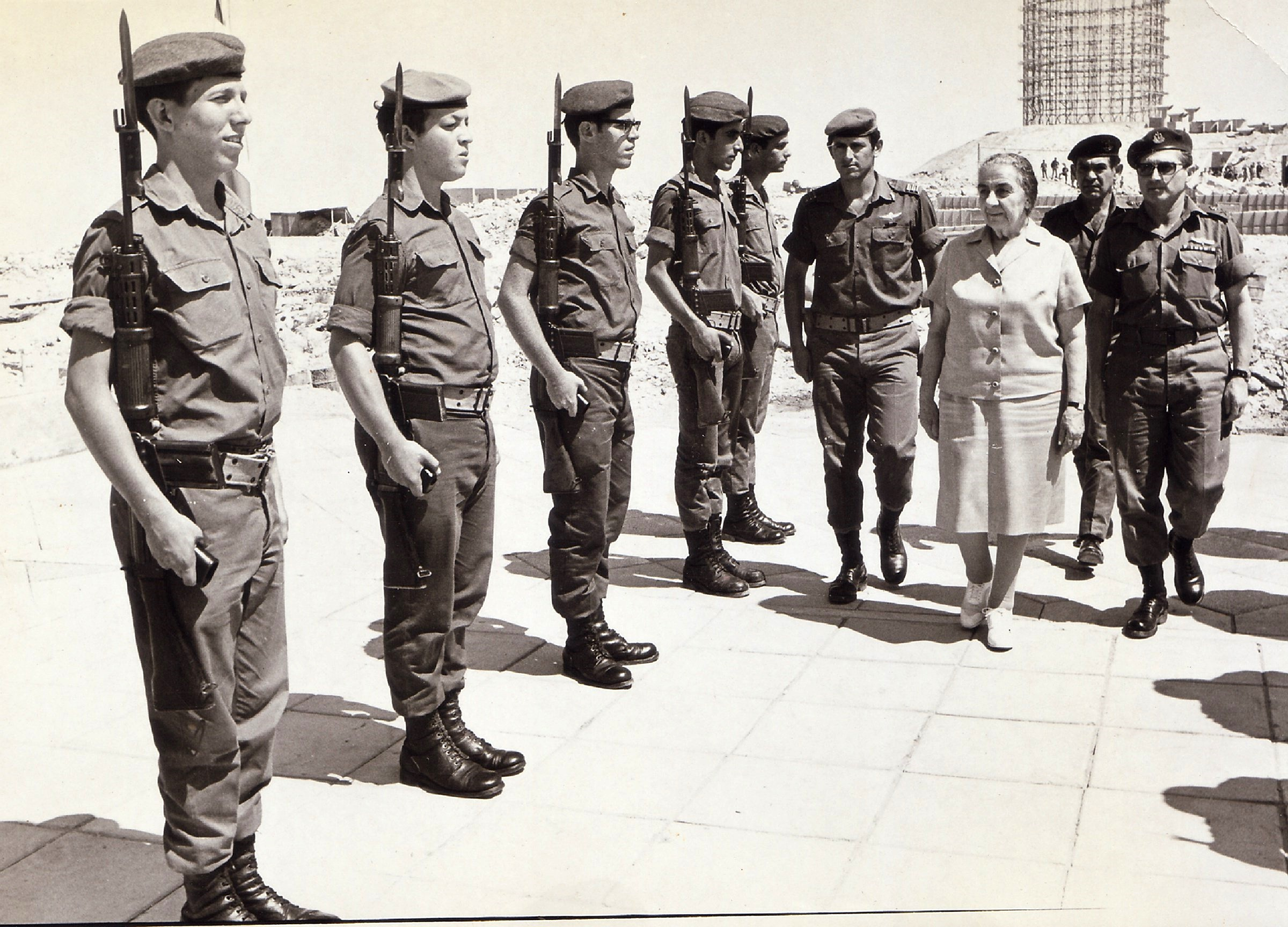
Premier Golda Meir z szefem Amanu Aharonem Jariwem (pierwszy od prawej) wizytująca Jednostkę na Synaju w 1972 roku

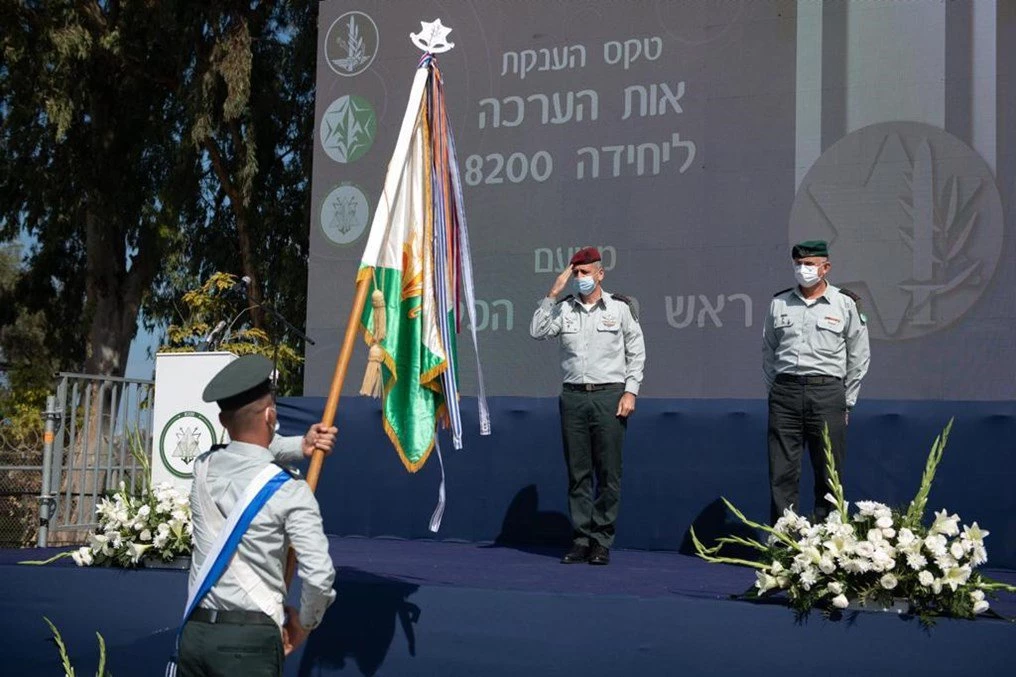
Ceremonia zmiany dowództwa Jednostki w 2021 roku, ze stanowiska ustąpił wtedy Assaf Kochan. Na scenie (po lewej, salutujący sztandarowi) Awiw Kochawi – Szef Sztabu Generalnego Sił Obronnych Izraela

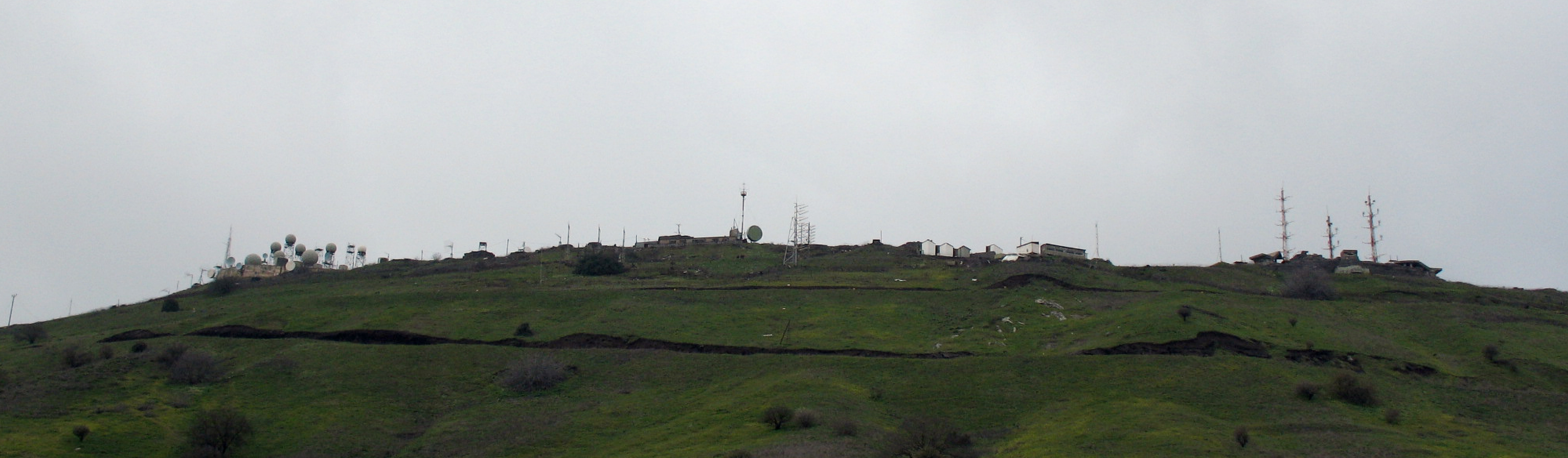
Widok z podnóża Góry Avital, na jedną z siedzib jednostki (Wzgórza Golan)

Sformowana w 1952 roku. Po szeregu konsolidacji (z jednostek: S.M.2, 818, 515, 848), na które największy wpływ miały wojna sześciodniowa i wojna Jom Kipur, przyjęła obecną nazwę. Po wojnie Jom Kipur znacznie dofinansowana, choć przed wybuchem wojny jej wczesne doniesienia pochodzące m.in. z inwigilacji rodzin radzieckich wojskowych, przez wiele miesięcy szkolących armię egipską, były ignorowane, co skutkowało spóźnioną reakcją Izraela w pierwszej fazie wojny. Cytowany przez Forbesa w 2016 roku, Yair Cohen – żołnierz Jednostki z ponad trzydziestoletnim stażem, w latach 2001–2005 jej dowódca, szacował, że 90% informacji wywiadowczych państwa Izrael pochodzi z działań operacyjnych Jednostki 8200.
Rozlokowana jest m.in. – kilka kilometrów od kibucu Urim na pustyni Negew (ujawniona przez „Le Monde diplomatique” w 2010 roku, baza nasłuchu o zasięgu ponadregionalnym); – w miejscowości Herzliya; – oraz w jej pobliżu przy węźle drogowym Glilot Junction (centrala Jednostki 8200 od 1954 roku, przeniesiona z Jafy). Oprócz tego znane są mniejsze bazy w: Ora, w Tel Avital (na Wzgórzach Golan), na górze Hermon i w Um-Hashiba na pustyni Synaj.
W jednostce służy co najmniej pięć tysięcy żołnierzy-studentów. Rekrutacja na stanowiska szeregowe do Jednostki 8200 przeprowadzana jest nie przez wysokich rangą oficerów, ale żołnierzy po dwudziestce, którzy poszukują osób zdolnych do przejęcia ich pracy. Nabór odbywa się pośród uczniów izraelskich szkół średnich, na trzy sposoby. Po pierwsze rozpatrywane są szkolne rekomendacje uczniów z całego kraju na podstawie wstępnego doboru przez nauczycieli i ocen z wybranych przedmiotów. Po czym do szkół zakwalifikowanych uczniów wysyłani są funkcjonariusze rekrutujący w celu przeprowadzenia bezpośredniej obserwacji. Drugim sposobem jest program izraelskiego ministerstwa edukacji „Gvahim”, w ramach którego od czwartej klasy wprowadzono zajęcia z programowania i robotyki. „Gvahim” obejmuje 70 szkół w zamożniejszych środowiskach centralnego Izraela. Trzecią możliwością jest program „Magshimim” wymagający indywidualnego zgłoszenia, podczas którego należy rozwiązać zadania matematyczne. Dotyczy on głównie szkół z nieuprzywilejowanych regionów (tj. południowa i północna część kraju). „Magshimim” jest finansowany przez państwo i fundację Rashi – prywatną organizację filantropijną zajmująca się wsparciem edukacji cybernetycznej wśród niezamożnej młodzieży w wieku od 15 do 18 roku życia. W trakcie „Magshimim” położony jest większy niż w pozostałych kanałach rekrutacji nacisk na pracę w domu. Zajęcia odbywają się po szkolnych lekcjach dwa razy w tygodniu po trzy godziny. Uczestniczący w programie mają zadawane 10 godzin tygodniowo pracy domowej w cyberprzestrzeni. Dwa razy w roku biorą udział w warsztatach, podczas których prezentują rozwiązania zadań postawionych wcześniej przez koordynatorów programu. Spośród trzech dróg umożliwiających dostanie się do Jednostki program „Magshimim” oceniany jest jako najbardziej promujący kreatywność i inwencję. Co roku do Jednostki 8200 wybieranych jest około dwustu uczniów i uczennic ze szczególnymi predyspozycjami do zaawansowanej matematyki i informatyki. Przez trzy lata mieszkają w bazach Jednostki, gdzie studiują i pracują przy coraz szerszym zakresie zadań. Otrzymują w ten sposób szansę na zdobycie wyższego wykształcenia trzy lata przed innymi rówieśnikami, ponieważ obowiązek odbycia zasadniczej służby wojskowej w innych jednostkach wyklucza jednoczesne studiowanie. 8200 jest niejawną jednostką, jednak w ostatnich latach – ze względów rekrutacyjnych – uświadomienia misji, prestiżu i szans zawodowych wśród uczniów, jak i z myślą o ich perspektywach zawodowych po opuszczeniu struktur wojska – funkcjonuje praktyka, że nie ściga się absolwentów Jednostki 8200 za upublicznianie faktu, że w niej służyli. Są to często założyciele znanych, dynamicznie rozwijających się firm, więc informacja o służbie w 8200 ma zachęcić młodych Izraelczyków do obrania tej samej ścieżki kariery. Byli żołnierze 8200 swobodnie zrzeszają się w publicznych stowarzyszeniach, powołują się na doświadczenie w szeregach Jednostki podczas publicznych wystąpień, np. prezentacjach osiągnięć firm, które później założyli, czy konferencjach technologicznych. W grudniu 2021 roku na konferencji Unicorn Forum Calcalist o rekrutacji i działalności żołnierzy opowiadał Assaf Kochan – od kwietnia 2017 do lutego 2021 roku dowódca Jednostki 8200. Przed nim Jednostką dowodził Ehud Schneerson.

### Wybrane obszary działalności
Kilka miesięcy po desancie komandosów izraelskich na statki tzw. „Flotylli Wolności” – które według organizatorów rejsu przewoziły jedynie aktywistów pokojowych i pomoc humanitarną, a według władz Izraela mogły służyć do przemytu sprzętu i półproduktów chemicznych dla terrorystów, w związku z czym nie otrzymały zgody na przypłynięcie do blokowanej przez Izrael Strefy Gazy (wskazano inny pobliski port z możliwością kontroli), i ostatecznie zostały siłowo przejęte – powszechnie znany z propalestyńskich sympatii (wyrażanych na łamach miesięcznika również przed i w czasie rejsów „Flotylli Wolności”), „Le Monde diplomatique” opublikował tekst autorstwa znanego dziennikarza śledczego – Nicky’a Hagera, w którym, powołując się na „źródła bliskie wywiadowi izraelskiemu”, opisał on część możliwości technicznych i kompetencji żołnierzy Jednostki 8200. I tak, według Hagera: – zajmuje się ona przechwytywaniem rozmów telefonicznych, e-maili i innych wiadomości z Bliskiego Wschodu, Europy, Afryki i Azji; – niektóre anteny jednostki na pustyni Negew monitorują żeglugę i mogły szpiegować statki „Flotylli” na kilka dni przed desantem; – przechwytuje ona sygnał z podmorskich kabli teleinformatycznych (szczególnie ze śródziemnomorskich łączących Izrael z Europą przez Sycylię); – ma stanowiska nasłuchowe w budynkach izraelskich ambasad za granicą; – dysponuje stanowiskami monitorującymi na terytoriach palestyńskich; – używa odrzutowców Gulfstream jako samolotów wywiadowczych. Innym obszarem szczególnej aktywności jednostki, według Hagera, jest przechwytywanie sygnałów większości satelitów na łuku orbitalnym rozciągającym się od Oceanu Indyjskiego po Atlantyk. Zdjęcia bazy na pustyni Negew zamieszczone w tekście Hagera pokazują 30 anten podsłuchowych, które, według konsultowanych przez autora ekspertów, czyni ją jedną z największych baz przechwytujących na świecie. Natomiast brytyjski dziennik „Financial Times” w połowie 2015 roku ocenił kompetencje izraelskiej Jednostki 8200 jako zbliżone do możliwości amerykańskiej National Security Agency i brytyjskiej Government Communications Headquarters, obejmując rozmaite obszary – od analizy informacji z domeny publicznej po wykorzystanie ludzkich operatorów i specjalnych danych wywiadowczych. Jej zasięg geograficzny – według dziennika – znajduje się głównie poza Izraelem. Obejmuje również terytoria palestyńskie. Profesor Peter Roberts z brytyjskiego Royal United Services Institute zwrócił uwagę na węższy zasięg operacyjny izraelskiej jednostki w porównaniu do NSA i GCHQ, przy czym analizy 8200 są bardziej wnikliwe. Z kolei osiadły w USA znany bloger i komentator medialny, od lat zajmujący się tematyką obronności Izraela – Richard Silverstein (autor bloga Tikun Olam, pol. Naprawić Świat), zwraca uwagę na ścisłą współpracę Jednostki z amerykańską NSA, czego przykładem jest wspólne prowadzenie bazy nasłuchowej „Ofrit” (którą Silverstein ujawnił w 2014 roku), na górze Skopus we wschodniej Jerozolimie, co ma znacznie poszerzać możliwości Jednostki w stosunku do tego, co opisał Hager w „Le Monde diplomatique” cztery lata wcześniej. Sama Dyrekcja Wywiadu Wojskowego Izraela definiuje zadania Jednostki 8200 jako opracowywanie i wykorzystanie narzędzi gromadzenia informacji oraz analiza, przetwarzanie i udostępnianie zebranych informacji odpowiednim urzędnikom. Według deklaracji urzędowej Jednostka działa we „wszystkich strefach”.

### Stuxnet
Jednostce 8200 przypisuje się opracowanie uznanego przez wiele mediów za najbardziej zaawansowany w historii szkodliwy kod Stuxnet. Został on wykryty w czerwcu 2010 roku. Jest pierwszym znanym robakiem używanym do szpiegowania i przeprogramowywania instalacji przemysłowych. W szczególności atakuje systemy SCADA, używane do sterowania procesami przemysłowymi i ich monitorowania. Jest zdolny do wprowadzania zmian w sterownikach PLC i ukrywania wprowadzonych zmian. Prawdopodobnie został napisany w celu opóźnienia irańskiego programu jądrowego, przez zablokowanie procesu wzbogacania uranu w irańskim zakładzie w Natanz, co doprowadziło do spowolnienia pracy elektrowni atomowej w Buszehr. Według ekspertów, poziom skomplikowania Stuxnetu wskazuje, że musiał zostać stworzony przez zespół, który nie miał ograniczeń finansowych, np. pracujący dla rządu. Podejrzenie padło na Izrael i Jednostkę 8200. Dla Izraela, którego zniszczenie niezmiennie od czasów rewolucji islamskiej oficjalnie deklarują władze w Iranie, możliwość stworzenia przez Iran bomby jądrowej stanowi śmiertelne zagrożenie. Od wielu lat władze izraelskie namawiały rządy Stanów Zjednoczonych do zbombardowania irańskich instalacji atomowych, co już odbywało się w przeszłości, ale zawsze wiązało się z wysokim ryzykiem destabilizacji w całym regionie Bliskiego Wschodu, przez co spotykało się z oporami w USA. Pożądane było zatem działanie od wewnątrz, niejednoznaczne, trudne do szybkiej identyfikacji i udowodnienia jako ingerencja obcego państwa. W sprawie istnieje również wątek symboliczny, jedną z przesłanek do tezy o izraelskim pochodzeniu Stuxnetu były ustalenia ekspertów, którzy wykryli w środku złośliwego oprogramowania plik o nazwie „Myrtus”. To nazwa rosnącego na Bliskim Wschodzie krzewu mirt. W języku hebrajskim brzmi ona niemal identycznie jak imię biblijnej Estery, żydowskiej żony króla Persów, która według podań nie tylko udaremniła próbę ludobójstwa na żyjących w Persji Żydach, ale – za zgodą króla – poprowadziła atak odwetowy na wrogów, w wyniku którego zginęło ich 75 tysięcy. W toku późniejszych badań nad sprawą „irańskich wirówek” ustalono, że system zakładu wzbogacania uranu w Natanz został zainfekowany Stuxnetem przez pendrive’a jednego z pracowników, który wcześniej używał go na zewnątrz. Według Siemensa, którego kontrolery częstotliwości pracy wirówek działają w Natanz, był to pracownik rosyjskiego podwykonawcy. Działania Stuxnetu wywołały nienormatywną częstotliwość pracy ponaddźwiękowych wirówek służących do wzbogacania uranu, która to częstotliwość jest kluczowa w tym procesie. Wirówki zbierają i koncentrują izotopy uranu będące podstawą paliwa reaktorów elektrowni atomowych, ale także są podstawowym składnikiem przy produkcji broni jądrowej. Nieregularna praca wirówek uranowych na trwałe je uszkadza, a Iran, od lat objęty restrykcyjnym embargiem na import sprzętu i technologii, nie jest w stanie wyprodukować ich na miejscu, więc pozyskanie nowych wirówek jest dla niego procesem trudnym i długotrwałym. Izrael nigdy nie potwierdził, że stał za atakiem informatycznym na zakład wzbogacania uranu w Natanz, który spowolnił pracę elektrowni atomowej w Buszehr.

### Duqu
Jednostce 8200 przypisuje się również napisanie trojana Duqu, którego wprowadzono m.in. do sieci korporacyjnej rosyjskiej firmy Kaspersky w 2011 i 2015 roku, o czym poinformowała sama firma w 2015 roku, stwierdzając wprost: „infekcje były powiązane z wydarzeniami grupy P5+1” oraz „cyberkampania sponsorowana przez jeden z rządów”. Natomiast według wielu mediów infiltracja za pomocą Duqu miała również na celu udowodnienie związków rosyjskiej firmy z Federalną Służbą Bezpieczeństwa Federacji Rosyjskiej. Wykorzystanie Duqu podczas spotkań P5+1 opisał m.in. „Wall Street Journal”, co skłoniło do reakcji władze USA, a następnie szwajcarskie służby, które wszczęły śledztwo. Według śledczych izraelskie działania penetrujące w latach 2014–2015 miały być stosowane w celu kontrolowania ustaleń zapadających podczas niejawnych rozmów P5+1 – sześciu światowych mocarstw (USA, Rosja, Chiny, Wielka Brytania, Francja i Niemcy) – w szwajcarskich hotelach negocjujących z Iranem ograniczenie spornego programu nuklearnego w zamian za rozluźnienie embarga gospodarczego nałożonego na Teheran, czemu sprzeciwiał się niezaproszony do rozmów Izrael. Ustalenia Kaspersky Lab i mediów potwierdziła potem amerykańska firma cyberbezpieczeństwa – Symantec. Jednocześnie władze Stanów Zjednoczonych oskarżały Izrael o negatywne przedstawianie roli USA w pertraktacjach z Iranem, do czego miały być wykorzystane dane pozyskane w nielegalny sposób. Izrael kilkukrotnie na szczeblu ministerialnym zaprzeczał szpiegowaniu swojego największego sojusznika, twierdząc równocześnie, że informacje pochodzą od pozostałych zaprzyjaźnionych z Izraelem krajów, których przedstawiciele brali udział w rozmowach.

### Operacja Orchard
W 2007 roku Jednostka 8200 udowodniła współpracę Korei Północnej przy budowie reaktora atomowego w Dayr az-Zur w Syrii. Udokumentowano to licznymi nagraniami i ich transkrypcjami rozmów Damaszku z Pjongjang na temat powstających instalacji. Ówczesny premier Izraela, Ehud Olmert, przedstawił te materiały oraz próbki ziemi z terenu elektrowni, zebrane przez komandosów Sajeret Matkal, Condoleezzie Rice podczas rozmów w Waszyngtonie nad potencjalnym atakiem USA na budowane instalacje. Nie uzyskując wsparcia w Waszyngtonie, 6 września 2007 roku po północy izraelskie myśliwce zniszczyły instalacje. Operacji nadano kryptonim „Orchard”. Dopiero w 2018 roku minister obrony Awigdor Lieberman potwierdził przeprowadzenie przez Izrael tych bombardowań.